# Die Anstalt
Die Anstalt ist eine politische Kabarettsendung, die vom deutschen Fernsehsender ZDF seit dem 4. Februar 2014 ausgestrahlt wird. Sie gilt als Nachfolger von Neues aus der Anstalt, die am 1. Oktober 2013 zum letzten Mal gezeigt wurde. Durch die Sendung führen die Kabarettisten Max Uthoff und Claus von Wagner. Seit Juni 2024 gehört auch Maike Kühl zum Stammensemble. Die Sendung wird seitdem in wechselnden Konstellationen präsentiert. Zu ihnen gesellen sich bekannte Gäste aus dem Bereich der Kleinkunst. Regisseur der Sendung ist Frank Hof.

## Sendeplatz, Set und Autoren
Die Anstalt wird achtmal im Jahr (in der Regel einmal im Monat von Februar bis Mai sowie von September bis Dezember) an einem Dienstagabend nach dem heute-journal live im ZDF ausgestrahlt. Wiederholt wird die Sendung an einem Sonntag im D-A-CH-Gemeinschaftssender 3sat.
Bis Ende 2017 wurde die Sendung aus den ARRI-Studios in München übertragen. Das Studio stellte das Foyer einer psychiatrischen Klinik dar. Uthoff und von Wagner stellten anfangs die Besetzer der von Urban Priol und Frank-Markus Barwasser (alias Erwin Pelzig) verlassenen Klinik dar. Seit 2018 wird in einer neuen Studiokulisse aus den Bavaria-Studios (München) gesendet.
Jede Sendung steht unter einem Thema, welches meistens auch in den Solo-Auftritten der Gäste thematisiert wird. Passend zum Thema wird auch das Titellied abgeändert, zum Beispiel Samba de Janeiro in der Sendung zur Fußball-Weltmeisterschaft. In der Sendung nach den Terroranschlägen in Paris wurde das erste „A“ von „Anstalt“ im Logo durch den Eiffelturm dargestellt (siehe Je suis Charlie).
Dem dreiköpfigen Autorenteam der Anstalt gehört neben Uthoff und von Wagner der Journalist und Kabarettredakteur Dietrich Krauß an, der auch zum Autorenteam der heute-show zählt.
Die Anstalt veröffentlicht als einzige deutsche Kabarettsendung auf ihrer Internetseite zu jeder Ausgabe einen Faktencheck, eine meist umfangreiche Literaturliste, mit dem Anspruch, alle Aussagen der Sendung mit offen kommunizierten Quellen belegen zu können.
Die Ausgaben 40, 45, 53 bis 56, 61, 62 und 69 fanden ohne Claus von Wagner statt, Frank-Markus Barwasser trat als seine „Urlaubsvertretung“ (Aussage Sendungshomepage) in den Folgen 40 und 45 auf. In den Folgen 53 und 56 wurde Claus von Wagner von Till Reiners und in der Folge 54 von Frank Lüdecke vertreten. In der 49. Ausgabe wurde wiederum Max Uthoff von Till Reiners vertreten. Ab Folge 83 pausiert Claus von Wagner, um sich auf sein Bühnenprogramm vorzubereiten. In dieser Zeit wird er von Maike Kühl vertreten, die schon zuvor mehrfach in der Anstalt zu Gast war und fortan zum Stammensemble gehört. Max Uthoff pausierte für Folge 88 im Februar 2025, da er auf Instagram zur Wahl der Partei Die Linke bei der Bundestagswahl 2025 aufrief und nach ZDF-Angaben die wahlwerbende Person sechs Wochen vor einer Wahl nicht im Programm erscheinen darf, weshalb das ZDF ihm einen Auftritt in Episode 88 aufgrund der zeitlichen Nähe zur bevorstehenden Bundestagswahl untersagte.

## Wiederkehrende Elemente
Als eine Art Running Gag gab sich die Gruppe in einigen Folgen gern einen neuen Eigennamen, setzte zur Verkündigung der Abkürzung an, unterließ aber immer die Aussprache, weil die Abkürzung immer in Verbindung mit etwas aus ihrer Sicht Negativem stand (z. B. AfD oder Napalm). Ebenfalls wiederholt wurde Max Uthoff gerne in seinem Solo unterbrochen, worüber er sich dann beschwerte.
Weiterhin taucht in den meisten Ausgaben der Anstalt ein rollbares Whiteboard auf, auf dem ein Schaubild über personelle oder politische Verquickungen entwickelt wird. Das erste Schaubild dieser Art wurde von Erwin Pelzig in der Ausgabe vom 13. November 2012 der Vorgängersendung Neues aus der Anstalt dargeboten. In diesem Schaubild ging es um die personellen Verbindungen zwischen der Bank Goldman Sachs und hohen staatlichen Finanzposten weltweit. Ein zweites Schaubild wurde von Pelzig in der Ausgabe am 25. Juni 2013 zum Thema Gustl Mollath gezeigt; regelmäßig wird es aber erst seit dem Debüt von Die Anstalt von Uthoff und von Wagner mit der Bezeichnung Tafelnummer betrieben. Auch gibt es in jeder Ausgabe eine Art Rollenspiel, bei dem politische, wirtschaftliche oder gesellschaftliche Vorgänge veranschaulicht werden. Diese Rollenspiele werden häufig mit den Schaubildern auf dem Whiteboard kombiniert.
In der Sendung wird auch auf den „Faktencheck zur Sendung“ hingewiesen, eine PDF-Datei von meist 15–25 Seiten, die zu jeder Sendung als Download beim ZDF angeboten wird und auch ergänzende Informationen enthält.
In neueren Folgen stellen Uthoff und von Wagner für einzelne Segmente bis hin zu ganzen Folgen wiederkehrend und parodierend verschiedene reale Persönlichkeiten dar, etwa Robert Habeck, Christian Lindner, Angela Merkel und Andreas Scheuer (von Wagner) bzw. Horst Seehofer, Friedrich Merz, Isaac Newton und Olaf Scholz (Uthoff). Ein Auftritt von Uthoff als Newton wird dabei stets davon begleitet, dass eine andere Person (für gewöhnlich von Wagner als Scheuer, aber auch andere) entsetzt oder genervt „Scheiße, Newton!“ (bzw. im Falle von „Scheuer“ „Scheiße, der Neffton!“) ruft.

## Einschaltquoten
Die erste Sendung erreichte 3,11 Millionen Zuschauer; die Einschaltquote wurde mit 14 Prozent beziffert. Die Quote blieb hinter der zuletzt vom Vorgängerformat erreichten zurück.
Insgesamt kamen Uthoff und von Wagner auch 2015 nicht an die Quoten von Neues aus der Anstalt heran, nur beim jungen Publikum sind leichte Zuwächse zu beobachten. Der Auftritt des NS-Besatzungsopfers Argyris Sfountouris in der Griechenland-Folge Nr. 10 wurde mit über 1,2 Millionen Abrufen bei Facebook und über 500.000 bei YouTube zum viralen Hit. Ähnlich gute Werte hatte die Ukraine-Folge Nr. 2 in Russland. Die 12. Folge erreichte 2015 noch 2,75 Millionen Zuschauer und eine Einschaltquote von 13,1 Prozent.
Die ersten beiden Folgen im Jahr 2016 erreichten 12,6, bzw. 10,1 Prozent. Die erste Folge nach der Sommerpause erreichte 2,32 Millionen Zuschauer und eine Quote von 10,9 Prozent.
Mit 2,90 Millionen und 13,2 Prozent Marktanteil konnte Folge 26 am 7. März 2017 die drittstärkste Reichweite ihrer Geschichte verzeichnen. Bei den Jüngeren wurden 8,8 Prozent bei 0,67 Millionen erreicht. Bei Folge 31 im Jahr 2017 sahen 2,13 Millionen Menschen zu. Mit 9,8 Prozent (drittschwächster Marktanteil seit Start des Formats) rutschte die Sendung in den einstelligen Prozentbereich. Auch beim jungen Publikum sackte sie auf 5,8 Prozent bei 0,44 Millionen ab. Die Episoden des Jahres 2017 kamen nach Angaben des ZDF bis Jahresende auf durchschnittlich 346.000 Sichtungen in der ZDFmediathek.
Die erste Sendung nach der Sommerpause 2018 verfolgten am 25. September 2,34 Millionen Zuschauer (12,2 % Marktanteil). Bei den 14- bis 49-Jährigen wurden 0,52 Millionen Zuschauer erreicht, was einem Anteil von 7,8 % entsprach. Die vier vor der Sommerpause ausgestrahlten Sendungen erreichten im Schnitt einen Marktanteil von 13,4 % (9,6 % bei den 14- bis 49-Jährigen) und ca. 2,5 Millionen Zuschauer. Die Episoden dieses Jahres wurden bis zum Jahresende durchschnittlich 310.000-mal in der ZDFmediathek aufgerufen.
Am 29. Januar 2019 sahen 2,67 Millionen Zuschauer die erste Episode der Anstalt des Jahres. Die Einschaltquote lag bei 12,5 %. Die Sendung vom 1. Oktober 2019 sahen lediglich 1,91 Millionen Menschen, was einem Marktanteil von nur noch 9,2 % entsprach. Nur 4,6 Prozent junge Zuschauer erreichte die Sendung. Bereits die folgende Sendung erreichte am 5. November wieder 2,41 Millionen Zuschauer und eine Quote von 11,7 %.

## Kritiken
Die Bewertungen der Sendungen fallen unterschiedlich aus.
Zur Auftaktsendung und Nachfolgesendung von Neues aus der Anstalt attestierte Irene Helmes in der Süddeutschen Zeitung Uthoff und von Wagner zwar, dass jene „mit sichtlicher Freude“ austeilen würden. Den „selbst formulierten Anspruch“ könnten sie „aber noch nicht erfüllen“, „viele Späße […] waren allzu bekannt“ und insbesondere das Tempo zu hoch. Auf Spiegel Online hob Stefan Kuzmany die „inhaltliche Schärfe“ der zweiten Episode hervor und bezeichnete das neue Format „mit der richtigen Mischung aus guten Gags und fiesen Fakten“ als „glänzend gelungen“.
Stefan Winterbauer lobte auf Meedia die fünfte Folge als „echte Werkschau klassischen Kabaretts“ und „intellektuell, scharfzüngig, mutig“.
Für den Stern zeigte die siebte Folge mit ihrer eindringlichen Darstellung des Flüchtlingsdramas, „dass Satire nicht immer nur lustig sein muss, um zu wirken“.
Die achte Episode, in der die Regierung Poroschenko in der Ukraine scharf und mit Verweis auf Russia Today kritisiert wurde, bezeichnete Katja Thorwarth in der Frankfurter Rundschau als „Aneinanderreihung von Allgemeinplätzen auf Grundschulniveau garniert mit reduziertem Gut-Böse-Schema à la Querfront“, bei der „einfachste Sachverhalte auf vulgäre Kinderreime heruntergebrochen werden“.
Richard Weber wertete die neunte Folge im Tagesspiegel als „kabarettistisches Schlachtfest der Halbwahrheiten und Behauptungen“. Je nach Bedarf würde z. B. Barack Obama mal hinsichtlich des Drohnenkrieges als „blutrünstiger und barbarischer Mörder“ dargestellt, um dann „beim Thema Griechenland [als] strahlender und moralischer Zeuge dafür [aufzutreten], dass endlich Schluss sein muss mit dem finanziellen Ausquetsch-Terror“.
Kontrovers werden die medienkritischen Aspekte der Sendung bewertet, insbesondere in Bezug auf die Krise in der Ukraine 2014. Mit dem eigenen Sender gehe man wesentlich schonender um als mit anderen Medien wie Focus und Spiegel, meinte Richard Weber im Tagesspiegel. Matthias Kalle wies – ebenfalls im Tagesspiegel – auf den Widerspruch hin, dass sich die Anstalt in ihrem „Faktencheck“ der zwölften Folge ganz überwiegend auf „Lügenpresse“ wie „Spiegel, Süddeutsche Zeitung, Tagesspiegel, Die Zeit, Die Welt und einige andere“ berufe, „die doch im Verständnis der Anstalts-Macher und ihrer Fans eigentlich systemstützende, faule, voneinander abschreibende Putin-Gegner sein müssten.“
David Segler sah in der Frankfurter Rundschau anlässlich der zehnten Folge die Stärke der Anstalt darin, dass sie „die großen und komplexen Themen und vor allem die Flut, in der sie auf einen einprasseln [… aufgreife, abstrahieren …] und schließlich in verständlichen Bildern auf die Bühne“ bringe. Zur elften Folge lobte er die gute Hintergrundrecherche, „deren Ergebnisse dann in [den] Dialogen so unter[gebracht würden], dass die Pointen nur so funkeln“. Folge 26 über den Autowahn bezeichnete er als „Sternstunde der Anstalt“, bei der sich die zwischen Uthoff und Wagner „bewährte Dialogform und die Unterstützung durch Schautafeln als geeignetes Mittel [erwiesen], komplizierte Entwicklungen und Verhältnisse zu beleuchten.“
Matthias Kalle bemängelte an der zwölften Folge im Tagesspiegel „geklaute Gags“ und die Zweitklassigkeit der Gastkabarettisten.
Ruth Schneeberger lobte anlässlich von Folge 13 in der Süddeutschen Zeitung (SZ), dass das Team „alle angreife, von der herrschenden über die oppositionelle bis hin zur Politik anderer Länder, von den Kritikern bis zum treuen Publikum im Saal.“ Man sei dabei „so bissig wie witzig, von der messerscharfen Analyse bis zum Kalauer.“
Den Gastauftritt der Auschwitz-Überlebenden Esther Bejarano in der 15. Folge kritisierte Reinhard Mohr als künstlerischen Offenbarungseid: „ein Akt schamloser Instrumentalisierung. Der Holocaust als billige Münze, Agitprop-Kabarett, linientreu wie zu DDR-Zeiten […]. Zugleich ist dieses linke Bauerntheater auch ein maßgeschneidertes Convenience-Produkt für die Besserfühlenden, ein Wellness-Bad der moralischen Selbstgewissheit.“
Auch Felix Dachsel kritisiert in der Zeit, die Sendung pflege aus seiner Sicht einen rechthaberischen Habitus und krude Welterklärungsmuster: „In der Anstalt bezeichnet man die Revolution in der Ukraine als geheimes Werk amerikanischer Agenten und Senatoren, man setzt die große Koalition mit der SED gleich und die NSA mit der Stasi.“
Anlässlich des fünfjährigen Sendejubiläums Anfang 2019 bezeichnete Oliver Hochkeppel in der SZ die Anstalt als „rar gewordenes Stück aufklärerischer Satire“ und bedauerte, dass sie anders als andere Kabarett-Formate zwar „ein paar Blog-Kommentare und nette Zugriffszahlen in der Mediathek“, aber darüber hinaus kaum Reaktionen erzeuge. „Dabei müsste normalerweise nach jeder Anstalt ein Aufschrei durch die Republik gehen, wenn wieder einmal detailliert die Abnutzungserscheinungen des Systems aufgezeigt wurden, von der Verfilzung der Entscheider bis zum Vorrang ökonomischer Einzelinteressen vor dem Gemeinwohl.“
Markus Ehrenberg befand im Tagesspiegel, die Sendung vom 2. Juni 2020 sei „eine[r] der besten Satiresendungen der jüngeren Vergangenheit.“ Er erwähnte insbesondere den Video-Auftritt von Horst Evers über Verschwörungstheorien und den allgemeinen aufklärerischen Ansatz der Anstalt lobend. Die Sendung sei „[w]as Fallhöhe, Informationsvermittlung und Differenzierungsvermögen betreffen […] Moderner Fünfkampf, die ‚heute-show‘ eher Kugelstoßen […].“ Kritiker, die in der Anstalt die beste Satireshow sehen, hätten Argumente hinzugewonnen.

### Kritik der Positionierung zum Krieg in der Ukraine seit 2014
Nach der Maidan-Revolution und der Annexion der Krim 2014 durch Russland geriet Die Anstalt in Kritik wegen ihrer Darstellung der Situation in der Ukraine. Max Uthoffs Beitrag zum Ukraine-Konflikt in der fünften Folge (2014) wurde von Stefan Winterbauer auf Meedia als „reichlich einseitig[e]“ Medienschelte, die jedoch die Publikumserwartung „vortrefflich bedient“, bezeichnet. Laut Katja Thorwarth von der Frankfurter Rundschau sei Uthoff als Putin-Fan „ganz versessen auf das Märchen von der ferngesteuerten Ukraine“, und die in der Anstalt enthaltene Medienkritik sei vergleichbar mit den Verschwörungstheorien Ken Jebsens. Der Vorwurf einer zu einseitigen Darstellung des Ukraine-Konfliktes wurde auch von Reinhard Mohr in der Frankfurter Allgemeinen Zeitung erhoben: Jeder Hauch von Kritik an Putin und Russland werde vermieden, „[m]it traumwandlerischer Sicherheit landet alles Elend der Welt bei Angela Merkel und ihren alliierten Kriegstreibern von Hochfinanz und Atlantikbrücke.“ Das Ergebnis sei die „unfreiwillige Selbstkarikatur eines Kabaretts, das nur noch affirmative Ideologie produziert“. Dagegen bezeichnet Stefan Kuzmany auf Spiegel Online den Bezug auf die Revolution in der Ukraine als „schmerzhaft überzeugend“.
Sechs Tage nach Beginn des Russischen Überfalls auf die Ukraine im Jahr 2022 sendete die Anstalt eine Sonderausgabe, in der sie die Kritik, die sich vor allem an Max Uthoff als „Putin-Fan“ festmachte, versuchte aufzuarbeiten. Sprach Uthoff einst von „Nato-Teufeln“ und einer „Fascho-Regierung“ in Kiew, attestiert Moritz Post in der Frankfurter Rundschau: die „Uthoff’sche Mär aus den 2010er Jahren von Russland als deeskalierendem Akteur ist indes schlecht gealtert“. Post lobt zwar, dass die zur neuen Staffel erweiterte Redaktion „nicht nur solide, sondern höchst zu lobende Arbeit“ leiste. Dennoch kritisiert er, dass diese Folge der Anstalt lediglich „als Zapp-In-Ethik-Seminar mit moralischem Fastfood für die rasche politische (Meinungs-)Bildung“ tauge und „das gute Gefühl eines durch Satire reflektierten Standpunktes samt zeitgleich dargebotenen Halbwissens“ des Publikums befördere.
In der darauffolgenden Folge vom 5. April 2022 hinterfragte die Anstalt ihre eigene Haltung noch deutlicher, in dem Uthoff und Wagner als Anstalt vor ein fiktives Gericht der öffentlichen Meinung (personifiziert durch Julia Gámez Martin) gestellt werden, angeklagt der Propaganda zur Herbeiführung eines russischen Angriffskrieges in der Ukraine, insbesondere durch pro-russische Propaganda, Eintreten gegen Waffenlieferungen, Putinverständnis und „Vulgär-Pazifismus“. In insgesamt vier Blöcken wurde die mediale Berichterstattung über den „ersten Krieg in Europa seit 1945“, die Verklärung Russlands und der Sowjetunion durch die politische Linke, die deutsch-russischen Beziehungen seit den 1960er Jahren und zuletzt die politische Theorie des Neorealismus thematisiert. In letzterem Block warfen Uthoff und Wagner den Neorealisten vor, mit ihrer Theorie den Krieg zu rechtfertigen, woraufhin die Neo-Realisten (in Gestalt von Ulan & Bator) erwiderten: „Es ist irritierend, wenn linke Geostrategen rumlaufen, die Russland jedes Sicherheitsinteresse zubilligen, während wir von diesen Komikern noch nie gehört haben, dass die USA in Kuba und Nicaragua legitime Sicherheitsinteressen verteidigt haben.“ Moritz Post von der Frankfurter Rundschau attestiert, die Anstalt demonstriere „gerade in diesem Moment ihr aufklärerisches Potenzial und zeigt sich an diesem Punkt theoretisch fundiert.“

### Kontroverse um Medienkritik
In der dritten Episode vom 29. April 2014 stellte von Wagner auf dem Whiteboard Mitgliedschaften einer Reihe prominenter deutscher Journalisten in NATO-freundlichen Elitenetzwerken wie z. B. der Atlantik-Brücke dar, wodurch insbesondere hinsichtlich der Ukraine-Krise ein Interessenkonflikt in der Berichterstattung bestünde. Zur Vorbereitung dieses Beitrages war Uwe Krüger konsultiert worden, der mit seiner Studie Meinungsmacht. Der Einfluss von Eliten auf Leitmedien und Alpha-Journalisten – eine kritische Netzwerkanalyse das Thema wissenschaftlich analysiert hatte.
In einem Interview der HNA erwiderte Uthoff auf den Vorhalt, seine Kritik an den Massenmedien erinnere an „die Kritik der Pegida-Demonstranten an der angeblich gleichgeschalteten Mainstream-Presse“, dass es „die Arbeit der Journalisten“ sei, „fein zu differenzieren“, sein Job als Kabarettist hingegen, „Missstände anzuprangern und sie satirisch zu überhöhen, manchmal bis zur Schmerzgrenze“. Der Vorwurf durch Journalisten an Die Anstalt sei deshalb nicht gerechtfertigt. Vielmehr fehle „die Differenzierung in der Ukraine-Krise […] etwa in der ‚Süddeutschen Zeitung‘ und der ‚Zeit‘“. Man habe in der Anstalt „nie gesagt, dass Putin ein Engel wäre. Es geht darum, dass ein Bürgerkrieg angezettelt wird […] an dem NATO und Amerikaner ganz bestimmte Interessen haben.“
Der Zeit-Mitherausgeber Josef Joffe und der Zeit-Journalist Jochen Bittner erwirkten zunächst beim Landgericht Hamburg einstweilige Verfügungen gegen sie betreffende Aussagen der Sendung. Dem ZDF wurde untersagt, zu behaupten oder zu verbreiten, Joffe sei Mitglied, Beirat oder Vorstand von acht statt wie tatsächlich sieben und Bittner von drei Organisationen, die auf dem Whiteboard genannt wurden. Dies führte auch zur Entfernung der Sendung aus der ZDFmediathek. Die einstweiligen Verfügungen wurden vom LG Hamburg am 6. Oktober 2014 im Fall von Joffe ganz und im Fall von Bittner teilweise wieder aufgehoben. Im Hauptsacheverfahren wurden dagegen gerichtete Klagen von Joffe und Bittner zunächst vom LG Hamburg im Hinblick auf den satirischen Charakter der Sendung zurückgewiesen. Am 9. September 2015 hob das Oberlandesgericht Hamburg im Berufungsverfahren diese Urteile auf und untersagte der Anstalt die weitere Verbreitung oder Wiederholung der strittigen Aussagen. Zudem untersagte es die Aussage, Bittner habe an der Rede von Bundespräsident Joachim Gauck auf der Münchner Sicherheitskonferenz mitgeschrieben. Am 10. Januar 2017 verwarf der Bundesgerichtshof das Urteil des OLG Hamburg und folgte der Auffassung der ersten Instanz, dass die satirische Darstellung eines Sachverhalts auch Ungenauigkeiten enthalten dürfe.
Der Journalist Jan Fleischhauer, der zum Zeitpunkt der Sendung 2014 selbst Mitglied der Atlantik-Brücke war, warf dem Format im Mai 2020 vor, verschwörungstheoretische Erklärungsmuster verwendet zu haben, wie sie nach Ausbruch der Corona-Pandemie von Kritikern der Regierungsmaßnahmen propagiert würden.

## Auszeichnungen
- 2015: Grimme-Preis in der Kategorie Unterhaltung[51]
- 2015: Sonderpreis des Marler Medienpreises für Menschenrechte[52]
- 2016: Deutscher Fernsehpreis in der Kategorie Beste Comedy/Kabarett[53]
- 2016: Kleinkunstpreis der Stadt Aschersleben[54]
- 2017: UmweltMedienpreis der Deutschen Umwelthilfe[55]
- 2020: Deutscher Fernsehpreis 2020 in der Kategorie Beste Comedy
- 2021: Bayerischer Fernsehpreis in der Kategorie „Sonderpreis“[56]